# トランスパック
トランスパック株式会社は、福島県福島市下鳥渡に本社を置く運輸業事業者である。トラックでの貨物輸送のほか、貸切バス事業を行っており、福島県バス協会に加盟している。

## 沿革
- 1987年8月 - 野田包装として福島市笹木野に発足する。
- 1990年4月 - 有限会社野田包装となる。
- 1991年8月 - 千代田コンテナー株式会社福島工場内に福島西営業所を開設し、同社発送業務を請け負う。
- 1992年10月 - 伊達工場を伊達郡伊達町（現伊達市）に開設する。
- 1993年
  - 3月 - 東北運輸局の認可を受け、特定貨物自動車運送事業を開始する。
  - 4月 - 特定貨物自動車運送事業認可を受け、トランスパック株式会社へ法人名を変更する。
  - 9月 - 本社工場を増設する。
- 1995年4月 - 千代田コンテナー株式会社内の製造工程の一部を請け負う。
- 1996年
  - 3月 - 東北運輸局の認可を受け、利用運送事業を開始する。
  - 8月 - 東北運輸局の認可を受け、特定貨物自動車運送事業から一般貨物自動車運送事業へ変更し事業を開始する。
- 1997年
  - 4月 - 発泡スチロール加工部門を伊達工場より本社工場へ移転する。
  - 5月 - タイヤチェンジャーを導入し、ブリヂストンタイヤ販売特約店として事業を開始する。
- 1988年3月 - 仙台市中央卸売市場本場花き部門内に仙台営業所を開設する。運賃控除事務及び運送業務を開始する。
- 2000年
  - 4月 - 東日本ハイパック株式会社（現ダイナパック株式会社）内に福島東営業所を開設し、同社の配送業務を請け負う。
  - 6月 - 福島公共職業安定所の認可を受け、特定労働者派遣事業を開始する。
- 2003年
  - 2月 - 東京営業所を東京都あきる野市に開設する。
  - 10月 - 営業本部を福島県福島市に開設する。
- 2004年2月 - 東北運輸局の認可を受け一般貸切旅客自動車運送事業を開始する。
- 2005年3月 - 営業本部と車庫を福島市成川に移転する。
- 2006年3月 - 仙台営業所を開設する。
- 2008年1月 - 東京営業所を千葉県市川市に開設する。
- 2010年7月 - 東京営業所を東京都江戸川区へ移転する。
- 2011年
  - 4月 - 本社・工場を福島市下鳥渡へ移転する。
  - 6月 - 松本営業所を長野県松本市に開設する。
  - 11月 - 埼玉営業所を埼玉県児玉郡上里町に開設する。
- 2012年
  - 5月 - 岐阜営業所を岐阜県多治見市に開設する。
  - 11月	大阪支店を大阪府豊中市に開設し、埼玉営業所を埼玉県本庄市へ移転する。
- 2014年
  - 1月 - 東京営業所を東京都福生市へ移転する。
  - 8月 - 松本営業所と岐阜営業所を閉鎖する。
  - 10月 - 仙台営業所を宮城県多賀城市へ移転する。
- 2016年4月 - 仙台営業所を再度宮城県仙台市へ移転する。
- 2017年11月 福島市上鳥渡に倉庫を開設し倉庫事業を開始する。
- 2019年
  - 1月 - 八戸営業所を青森県八戸市に開設する。
  - 12月 - 千歳営業所を北海道千歳市に開設する。

## 事業所
本社・整備工場
- 福島県福島市下鳥渡字新町西4番1

大阪支社
- 大阪府豊中市利倉3-10-3

東京営業所
- 東京都福生市福生466-1

埼玉営業所
- 埼玉県本庄市児玉町吉田林68-5

仙台営業所
- 宮城県仙台市宮城野区中野五丁目5番25号

福島東営業所
- 福島県福島市瀬上町字南中川原1-1

八戸営業所
- 青森県八戸市北インター工業団地5-1-14

札幌営業所
- 北海道札幌市西区西野5条9丁目2番11号

千歳営業所
- 北海道千歳市平和1006-1385

西インター倉庫
- 福島県福島市上鳥渡字田中内東9-1

物流センター
- 福島県福島市上鳥渡字田中内東2-1

## 車両

### 貨物
保有車両は以下の通りである（2018年5月現在）
- 大型・・・44台
- 中型・・・30台
- 小型・・・11台

園芸車、ウイング車、セルフクレーン付車等の特装車も上記に含まれる。
ダンプ輸送
大型ダンプカーによる土砂運搬・建物解体工事・土木工事等の許可を受けており、特に2011年3月11日に発生した東日本大震災に伴う沿岸部の津波被害の震災瓦礫輸送や、防潮堤工事のための資材輸送、また、福島第一原子力発電所事故に伴う周辺の除染作業を担っていた。

### 旅客
保有車両は以下の通りである（2022年4月30日現在）。
- 大型・・・22台（うち9台は大阪支社配属[2]）
- 中型・・・2台
- 小型・・・6台

寄贈車輌
2017年7月12日に聖光学院高等学校に対し、同社が同校の同窓会会員企業であることから大型観光バスをスクールバスとして寄贈した。